# Robbie Williams díjainak listája
Robbie Williams brit popénekes számos díjat nyert el sikeres karrierje során, az alábbiakat:
- Több BRIT Awards-ot, mint bármely más művész a zenetörténelemben, 17 díjat. (A 17. díjat a Take That tagjaként kapta.)
- Több ECHO Awards-ot, mint valaha bármelyik másik művész, jelenleg 6 a rekordja.

## 1996
- Smash Hits Awards Anglia: A Világ Legviccesebb Embere #1 kategória nyertese
- TV Hits Poll [UK]: A Legviccesebb Ember #1 kategória nyertese

## 1997
- The Sun Newspaper Anglia: A Legjobb Férfi Énekes

## 1998
- Brit Awards, Anglia: jelölés A Legjobb Kislemez díjra az Old before I die-ért és A Legjobb Férfi Énekes kategória nyertese
- Nordorff Robbins Silver Clef Awards, Anglia: Best Newcomer (A legjobb új előadó) kategória nyertese
- The London Awards, Anglia: A Legjobb Férfi Vokalista kategória nyertese
- TMF Awards, Hollandia: A Legjobb Férfi Énekes kategória nyertese
- The Sun Newspaper, Anglia: Best Album - I’ve Been Expecting You, A Legjobb Élő Előadás, A Legjobb Férfi Énekes kategória nyertese
- Hit Radio FM 99.7 Music Award, Hongkong: A Legjobb Nemzetközi Férfi Énekes kategória nyertese
- Maaraiv Lanoar and Channel 1 Award, Izrael: Az Év Legjobb Kislemeze (férfi énekesek kategóriájában)
- Cable YMC Award, Hongkong: A Legjobb Nemzetközi Férfi Énekes kategória nyertese
- GQ, Anglia: Az Év Szólóénekese kategória nyertese
- MusikExpress, Németország: 1998 Legjobb Szólóénekese kategória nyertese
- Smash Hits Awards, Anglia: A Legjobb Férfi Szóló Sztár #1 kategória nyertese
- Sky Magazine, Anglia: Action Man Of The Year
- Brit Awards, Anglia: A Legjobb Szólóénekes kategória nyertese
- MTV European Music Awards: A Legjobb Férfi Szólóénekes kategória nyertese

## 1999
- The 12th Headlines Readers Poll Awards, Hongkong: A Legjobb Férfiénekes #1, A Legjobb Dal: Millennium, A Legjobb Album: I’ve Been Expecting You, A Legjobb Video Millennium kategóriák nyertese
- Smash Hits Awards, Anglia: A Legjobb Férfi Szólóénekes #1 kategória nyertese
- Melody Maker's Readers' Poll, Anglia: A Legjobb Férfi Szólóénekes kategória nyertese, Fool Of The Year
- Top Of The Pops, Anglia: A Legjobb Férfi Szólóénekes kategória nyertese
- New Musical Express Premier Awards, Anglia: A Legjobb Szólóénekes kategória nyertese
- Brit Awards Anglia: 6 jelölés 4 kategóriában, végül 3-at nyert el: A Legjobb Brit Férfi Szólóénekes, A Legjobb Brit Kislemez: Angels, A Legjobb Brit Video: Millennium
- Ivor Novello-díj, Anglia: A Legjobb Előadás: az Angels Robbie Williamsnek és Guy Chambersnek,
- Az Év Szövegírója: Robbie Williams és Guy Chambers az Angels című dalért
- Company Magazine Anglia: A Legszexisebb Férfi A Földön kategória nyertese
- Cosmopolitan Magazin, Anglia: A Legszexisebb Férfi kategória nyertese
- Play station Magazine, Anglia: A XX. század Legnépszerűbb Ikonja kategória nyertese

## 2000
- Brit Awards Anglia: A Legjobb Brit Kislemez: She’s the One, A Legjobb Brit Video: She's the one kategória nyertese
- Capital Radio Awards Anglia: A Legjobb Férfi Szóló Művész, A Legjobb Brit Kislemez: She's the One, A Legjobb Brit Video: She's the One kategóriák nyertese
- Ivor Novello Awards Anglia: A Legjobb Dal (zene és szöveg): a Strong kapta: Robbie Williams és Guy Chambers
- Company Magazine Anglia: A Legszexisebb Férfi A Földön kategória nyertese
- Q Awards (Magazine Q) Anglia: A Legjobb Dalszövegíró kategória nyertese
- MTV European Music Awards Anglia: A Legjobb Dal: Rock DJ, jelölés 3 másik kategóriában: A Legjobb Férfi Énekes, A Legjobb Video, A Legjobb Pop Dal: Rock DJ

## 2001
- NRJ Music Awards Franciaország: jelölés a A Legjobb Nemzetközi Művész, A Legjobb Website kategóriákban
- Brit Awards Anglia: A Legjobb Férfi Szóló Művész, A Legjobb Brit Kislemez a Rock DJ, A Legjobb Brit Video: Rock DJ
- Capital Awards Anglia: A Legjobb Album: Sing When You’re Winning
- "Company" Magazine Anglia: A Föld Legszexisebb Férfija kategória nyertese
- GQ Awards Anglia: A Legjobb Szóló Művész kategória nyertese
- MTV Music Awards: A Legjobb Speciális Effekt: Rock DJ
- MTV European Music Awards: A Legjobb Férfi Művész kategória nyertese

## 2002
- Brit Awards Anglia: A Legjobb Férfi kategória nyertese
- Echo Awards Németország: A Legjobb Nemzetközi Férfi Művész kategória nyertese
- MTV Europe Music Awards Anglia: jelölés: A Legjobb Nemzetközi Férfi Művész kategóriában
- Edison Award Hollandia: A Legjobb Nemzetközi Férfi Művész díja a Swing When You’re Winning című albumért

## 2003
- NRJ Radio Awards Svédország: A Legjobb Nemzetközi Férfi Előadó kategória nyertese
- NRJ Radio Awards Svédország: A Legjobb Pop Dal a Feel
- NRJ Music Awards Franciaország: jelölés: A Legjobb Nemzetközi Férfi Előadó címre
- NRJ Music Awards Franciaország: jelölés A Legjobb Dal kategóriában: Feel
- MTV Asia Awards Szingapúr: A Legnépszerűbb Férfi Művész kategória nyertese
- Echo Awards Németország: A Legjobb Nemzetközi Férfi Előadó kategória nyertese
- Brit Awards Anglia: A Legjobb Brit Férfi Szólóénekes kategória nyertese
- 45th Grammy Awards USA: jelölés A Legjobb Hosszú Zenei Video címre
- 45th Grammy Awards USA: jelölés A Legjobb Rövid Zenei Video címre
- TMF Awards Hollandia: A Legjobb Férfi kategória nyertese
- TMF Awards Hollandia: A Legjobb Videóklip: Feel
- TMF Awards Hollandia: A Legjobb Kislemez: Feel
- Amadeus Music Awards Ausztria: Az Év Legjobb Nemzetközi Művésze kategória nyertese
- Ivor Novello Awards Anglia: jelölés Az Év Nemzetközi Sikere díjra
- Lycra British Style Awards Anglia: A Legelegánsabb Férfi Művész kategória nyertese
- Q Awards [Magazine Q] Anglia: A Legjobb Élő Előadás kategória nyertese
- Edison Award Hollandia: A Legjobb Nemzetközi Férfi Előadó az Escapology című albumért
- Oye! Award Mexikó: Férfi Szólóénekes Legjobb Albuma - Nemzetközi Kategória nyertese az Escapology című album

## 2004
- Echo Awards Németország: A Legjobb Nemzetközi Férfi Énekes kategória nyertese
- Echo Awards Németország: A Legjobb Zenei DVD kategória nyertese
- TMF Awards Hollandia: A Legjobb Nemzetközi Férfi Énekes díja
- Nordic Music Award Norvégia: A Legtöbb Lemezt Eladott Művész díja (Dániában, Svédországban, Norvégiában)
- Music Hall of fame Anglia: díj Az 1990-es Elindulásért
- Edison Award Hollandia: A Legjobb Nemzetközi Férfi Művész a Live Summer 2003-ért
- Oye Award Mexikó: A Legtöbb Lemezt Eladott Nemzetközi Művész díja

## 2005
- Brit Awards Anglia: Az Elmúlt 25 Év Legjobb Kislemeze: az Angels
- Echo Awards Németország: A Legjobb Nemzetközi Férfi Énekes kategória nyertese
- Ivor Novello Award Anglia 1995-2004 Évek Legjobb Dala: az Angels
- MTV Awards Németország: A Legjobb Nemzetközi Férfi Énekes kategória nyertese
- RAFT Award Anglia : A Legjobb Férfi Énekes díja, A Legjobb Élő Előadás díja
- Oye! Award Mexikó: A Legtöbb Eladott Lemez (nemzetközi művészé)
- Oye! Award Mexikó: Az Év Nemzetközi Dala: a Radio

## 2006
- NRJ Music Awards Franciaország: A Legjobb Nemzetközi Férfi Énekes díja
- D.I.V.A. Németország: Német Zenei Díj
- Echo Award Németország: A Legjobb Nemzetközi Férfi Énekes díja
- MTV Video Music Awards Latin-Amerika: A Legjobb Nemzetközi Popzenész kategória nyertese

## 2007
- Echo Award Németország: A Legjobb Nemzetközi Férfi Énekes díja
- Echo Award Németország: A Legjobb Zenei DVD kategória nyertese
- Oye! Award Mexikó: Az Év Legjobb Nemzetközi Dala: a Rudebox

## 2010
- Brit Awards Anglia: - Kiemelkedő Közreműködés a Zenében díj[1]
- NRJ Radio Awards Franciaország: A Legjobb Nemzetközi Férfi Művész kategória nyertese[2]
- Virgin Media Awards Anglia: A Legjobb Férfi Szólóénekes kategória nyertese[3]
- ECHO Award Németország: A Legjobb Nemzetközi Férfi Művész kategória nyertese[4]

## 2011
- Brit Awards Anglia: - A Legjobb Brit Csapat díja (a Take That tagjaként)[5]
- Echo Award Németország - A Legjobb Nemzetközi Csapat díja (a Take That tagjaként)

## 2012
- Virgin Media Awards - Hottest Male
- Virgin Media Awards - Best Live Act (with Take That)
- Ivor Novello Award for PRS for Music Outstanding Contribution to British Music (with Take That)
- GQ Awards - Icon Of The Year
- The 4Music Video Honours - Best Video "Candy"
- The Sun Newspaper - Best male international

## 2013
- ECHO Award - A Legjobb Nemzetközi Pop-rock Férfi Művész díja[6]
- Bambi-díj (2013)[7]

## 2016
- Bambi-díj (2016)[8]